# Ephialtes facialis
Ephialtes facialis là một loài tò vò trong họ Ichneumonidae.